# Mundeu maculicollis
Mundeu maculicollis är en skalbaggsart som först beskrevs av Bates 1861.  Mundeu maculicollis ingår i släktet Mundeu och familjen långhorningar. Inga underarter finns listade i Catalogue of Life.